# Portiragnes
Portiragnes [pɔʁtiʁɑɲ] ist eine Gemeinde im Département Hérault in der Region Okzitanien in Südfrankreich. Sie hat 3.388 Einwohner (Stand 1. Januar 2022), die „Portiragnais“ genannt werden.
Mittelpunkt des Dorfes bildet die aus dem 12. Jahrhundert stammende Kirche Saint-Felix aus schwarzem Vulkanstein, die seit 1932 als Monument historique klassifiziert ist. Am Ortsrand befindet sich der Tower des Flughafens Béziers-Agde-Vias.

## Bevölkerungsentwicklung
| Jahr      | 1962 | 1968 | 1975 | 1982 | 1990 | 1999 | 2007 | 2017 |
| --------- | ---- | ---- | ---- | ---- | ---- | ---- | ---- | ---- |
| Einwohner | 972  | 1109 | 1202 | 1348 | 1770 | 2278 | 3094 | 3134 |

## Tourismus
Zu Portiragnes gehört auch der direkt am Meer gelegene Stadtteil Portiragnes-Plage. Die Strände (Baden, Bräunen im Sommer, Spaziergang im Winter) ziehen eine sehr große Anzahl von Touristen an. Dazu wurden hier in der zweiten Hälfte des 20. Jahrhunderts zahlreiche Ferienhausanlagen angelegt.
Das Stadtgebiet von Portiragnes wird vom Canal du Midi durchquert, der hier zwei Schleusen hat. Der Kanal ist seit 1996 ein UNESCO-Welterbe.

## Partnerschaft
Partnergemeinde von Portiragnes ist seit 2003 die französische Gemeinde Vieille-Brioude im Département Haute-Loire.

## Persönlichkeiten
- Azalaïs de Porcairagues (12. Jahrhundert), früheste bekannte Trobairitz, stammt möglicherweise aus Portiragnes.
- Pierre Étienne Simon Duchartre (1811–1894), französischer Botaniker, ist in Portiragnes geboren.

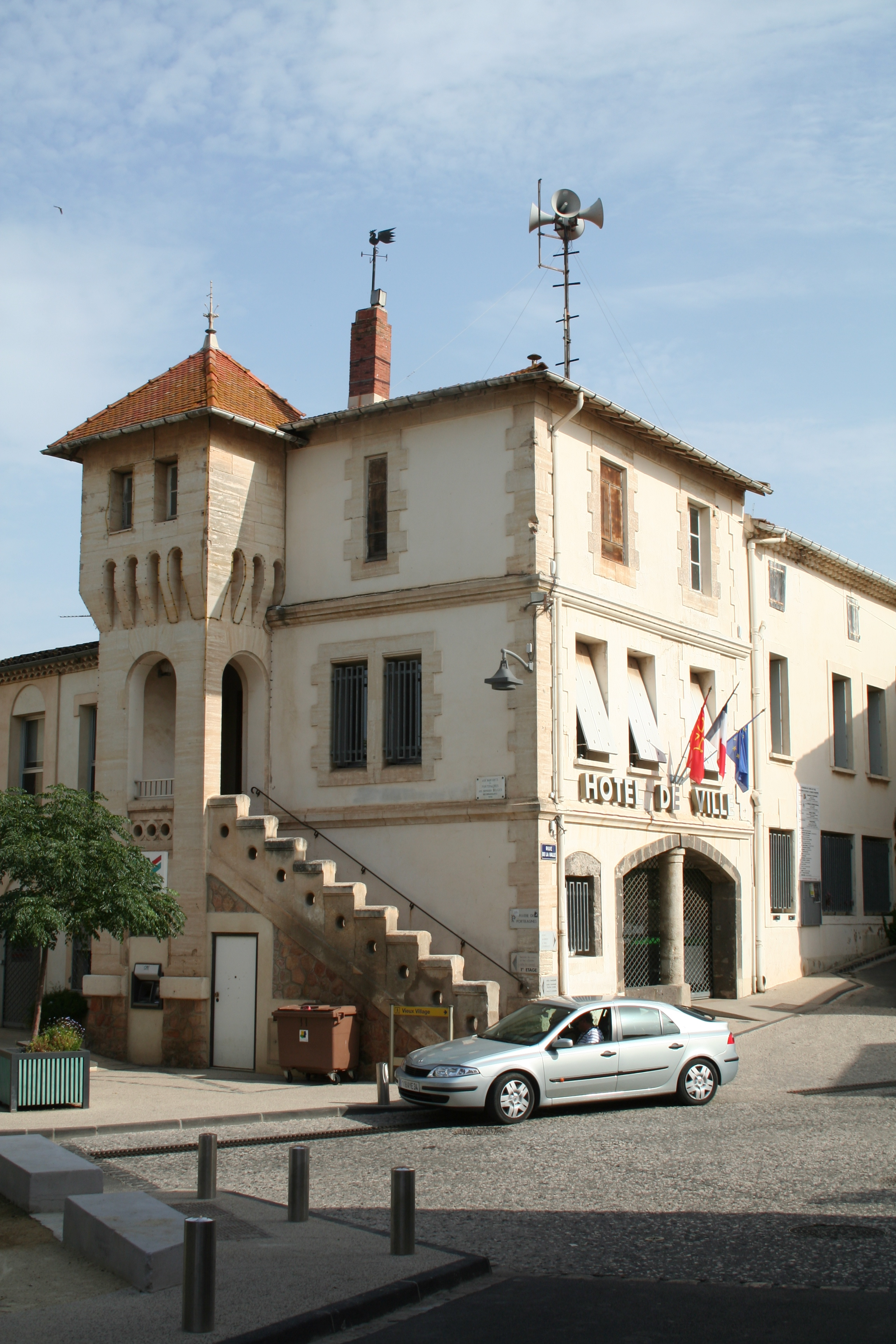
Mairie (Rathaus)
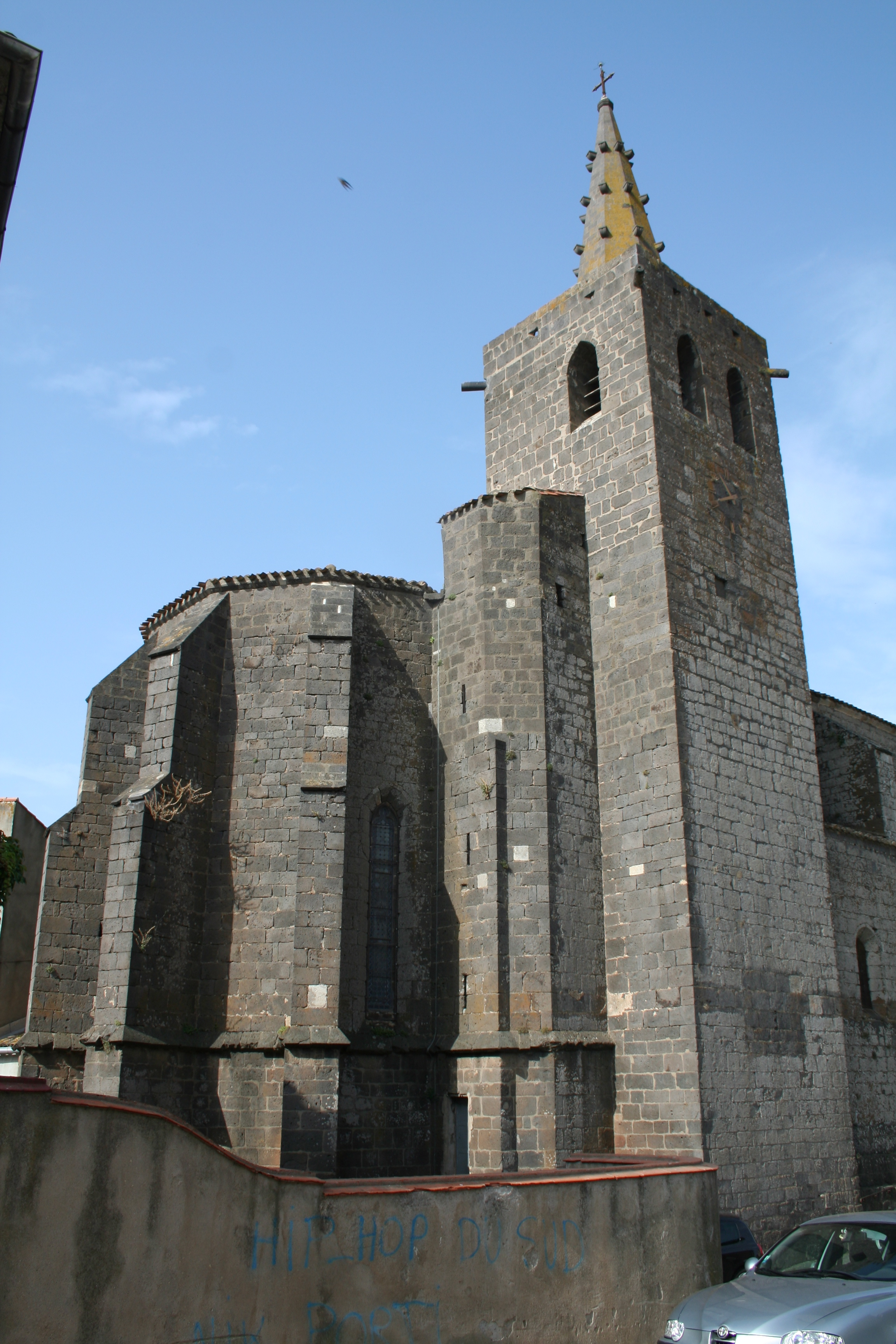
Kirche Saint-Felix

## Nachweise
1. ↑  Monuments historiques: Portiragnes, Eglise Saint-Félix, abgerufen am 29. März 2017
2. ↑  Website der Gemeinde – Jumelage (Memento des Originals vom 13. November 2016 im Internet Archive)  Info: Der Archivlink wurde automatisch eingesetzt und noch nicht geprüft. Bitte prüfe Original- und Archivlink gemäß Anleitung und entferne dann diesen Hinweis., abgerufen am 29. März 2003